# استفان هایراپتیان
استفان هایراپتیان (ارمنی: Ստեֆան Հայրապետյան، زاده ۲۴ دسامبر ۱۹۹۷) خواننده، ترانه‌سرا ارمنی‌تبار استونیایی است.
او نماینده استونی در یوروویژن ۲۰۲۲ بود.